# Primula wigramiana
Primula wigramiana är en viveväxtart som beskrevs av W. W. Smith. Primula wigramiana ingår i släktet vivor, och familjen viveväxter. Inga underarter finns listade i Catalogue of Life.